# Peter Mosch

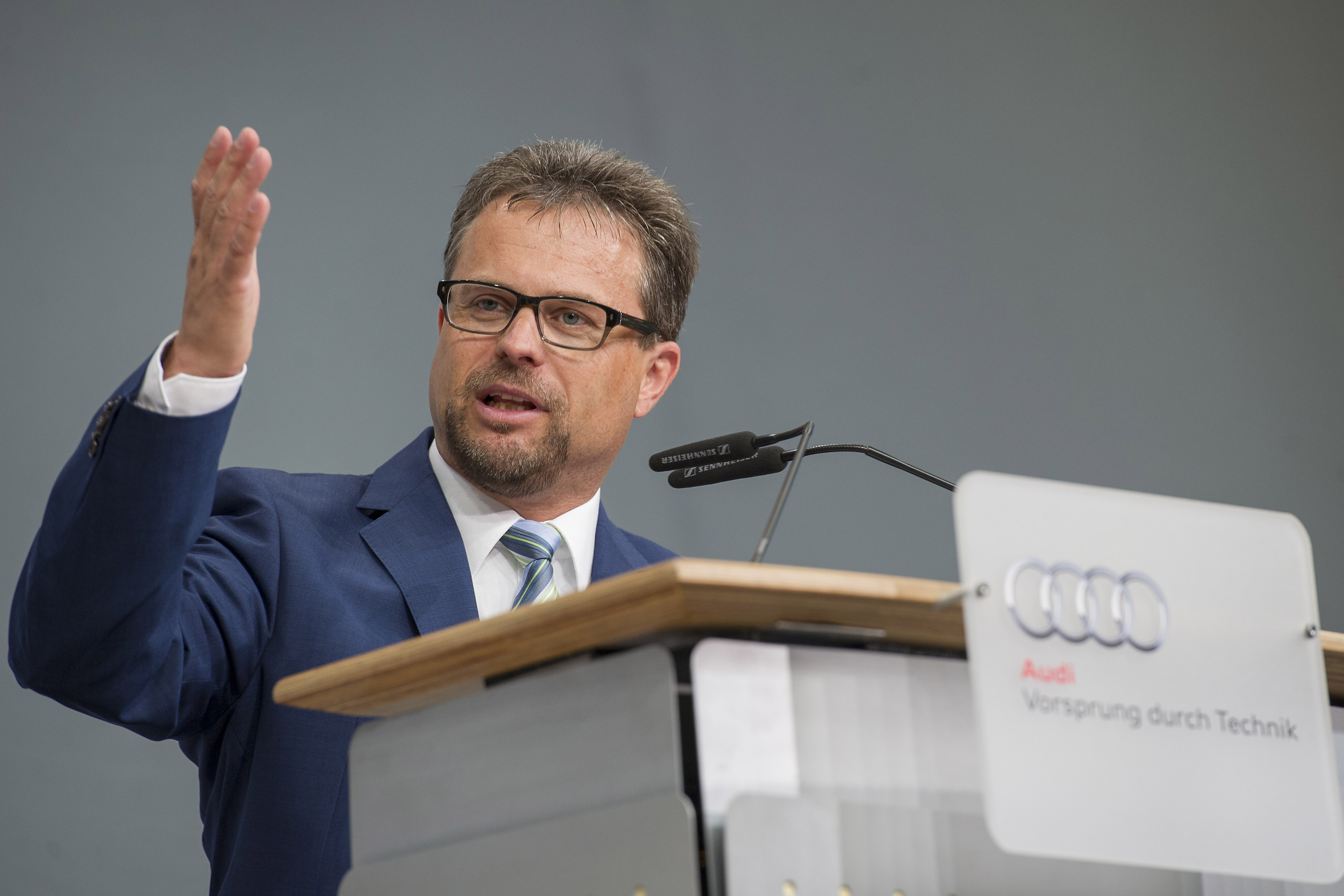
Peter Mosch, Gesamtbetriebsratsvorsitzender AUDI AG

Peter Mosch (* 15. Februar 1972 in Neuburg an der Donau) war von 2006 bis 2023 (Gesamt-)Betriebsratsvorsitzender und Stellvertretender Vorsitzender des Aufsichtsrats der Audi AG.

## Berufsausbildung
Peter Mosch begann 1987 bei Audi eine Berufsausbildung zum Industriemechaniker und trat der Industriegewerkschaft Metall (IGM) bei. Nach dem Abschluss seiner Lehre arbeitete er als Maschinenschlosser im Audi-Werk Ingolstadt. 1993 bildete er sich zum Industriemeister weiter, schloss 1995 mit Auszeichnung der Bayerischen Staatsregierung ab und begann im Audi Werkzeugbau. 1997 wechselte er in die Montage-Instandhaltung und blieb dort bis 1998.

## Betriebsrat und Mandate als Aufsichtsrat
Von 1994 bis 1998 war Mosch Vorsitzender der Jugend- und Auszubildendenvertretung (JAV), 1998 wurde er in den Betriebsrat gewählt, nachdem er sich bereits seit 1990 für diesen engagiert hat. Seit 2006 ist er Vorsitzender des Gesamtbetriebsrats. Seitdem ist er Mitglied des Präsidiums im Weltkonzernbetriebsrat von Volkswagen.
Darüber hinaus ist Mosch seit 2006 Mitglied des Volkswagen-Aufsichtsrats, 2009 wurde er in den Aufsichtsrat der Porsche Automobil Holding SE berufen und wechselte 2017 zusammen mit allen Arbeitnehmervertretern in deren Ständigen Ausschuss. Von 2013 bis 2017 war er stellvertretender Vorsitzender des Prüfungsausschusses des Aufsichtsrats der Volkswagen AG. Am 10. Mai 2017 wurde er in das Präsidium des Aufsichtsrats der Volkswagen AG gewählt. Seit Mai 2018 ist Mosch Stellvertretender Vorsitzender des Aufsichtsrats der Audi AG.
Als Gesamtbetriebsratsvorsitzender setzte Mosch das Projekt „Zukunft Audi“ um, das unter anderem die Beteiligung der Beschäftigten am Unternehmensgewinn neu und arbeitnehmerfreundlich regelte. Während der weltweiten Finanz- und Wirtschaftskrise 2008 konnte Mosch zusammen mit dem Audi Betriebsrat auf Grundlage von Tarifverträgen und neuen Betriebsvereinbarungen Entlassungen bei Audi vorbeugen und somit verhindern. In dieser Zeit setzte er sich für eine langfristige Beschäftigungssicherung ein und konnte diese bis Ende 2018 mit dem Unternehmen Audi festschreiben. Im Oktober 2016 forderte Mosch die vorzeitige Verlängerung dieser Beschäftigungsgarantie. Im Dezember 2016 konnte er diese Forderung durchsetzen und die Beschäftigungssicherheit bei Audi bis Ende 2020 erzielen. In diesem Zeitraum zeichnete er sich mit seinen Betriebsratskollegen zudem dafür verantwortlich, dass das Schichtsystem der Audi AG an den deutschen Standorten beibehalten werden konnte.
Bereits 2014 rief Peter Mosch zusammen mit der IG Metall Ingolstadt das Zukunftsprojekt Vision2030 ins Leben. Zum damaligen Zeitpunkt war es das erste Arbeitnehmerprojekt, das in Kooperation mit Vertretern aus Gesellschaft, Wirtschaft und Politik die Auswirkungen der fortschreitenden Digitalisierung auf die Zukunft der Arbeit und der Mitbestimmung untersucht.
Ein erstes Ergebnis der Vision2030 ist das gestiegene Sicherheitsbedürfnis der Belegschaften im digitalen Zeitalter. Darauf aufbauend setzte sich Mosch erfolgreich gegenüber dem Vorstand der Audi AG für eine vorzeitige Verlängerung der Audi Beschäftigungssicherheit bis Ende 2025 ein. Diese konnte er im November 2017 verkünden. Zudem forcierte der Audi Betriebsrat unter Moschs Vorsitz in dieser Zeit die Einrüstung der deutschen Audi Werke für die E-Mobilität.  Das Unternehmen reagierte und sagte daraufhin die Produktion von vier Audi E-Modellen ab 2021 zu – davon zwei in Ingolstadt und zwei in Neckarsulm.
Im Februar 2018 sprach sich Mosch für eine eigene Audi Batteriefertigung an den deutschen Stammwerken aus und war in dieser Zeit gegenüber dem Vorstand Treiber des Audi Batterie-Plans. Als Vorsitzender des Gesamtbetriebsrats setzte Peter Mosch die Forderungen nach eigenen Batteriemontagen an den Audi-Stammwerken in Ingolstadt und Neckarsulm durch und konnte diese zusammen mit dem Unternehmen im Dezember 2018 verkünden.
Darüber hinaus sprach sich Mosch, basierend auf den ersten Ergebnissen der Vision2030 für eine deutliche Investition des Unternehmens in die Weiterbildung und Qualifizierung der Audi Beschäftigten aus. Im März 2018 verkündete Audi bis 2025 eine halbe Milliarde Euro dafür zu investieren. Darüber hinaus entwickelte Mosch mit dem Audi Betriebsrat das Konzept für eine unternehmensinternen Job-Agentur. Zweck dieser digitalen Plattform soll es sein, bereits angestellte Beschäftigte nicht nur nach ihren fachlichen, sondern auch außerfachlich erworbenen Qualifikationen gezielt im Unternehmen einsetzen zu können. Dadurch sollen Mitarbeiter, die in Tätigkeitsbereichen arbeiten, die durch digitale Dienste wegfallen könnten, in anderen Tätigkeitsfeldern eingesetzt werden, die im Zuge der Digitalisierung entstehen.
Zum 30. September 2023 legt Mosch alle Mandate als Betriebsrat und Aufsichtsrat von Audi als auch im Aufsichtsrat des VW-Konzerns nieder, ohne aus dem Unternehmen auszuscheiden.

## Veröffentlichungen
- Transformation 4.0 braucht Mitbestimmung 4.0. Fachartikel zur Zukunft der Arbeitswelt in der Automobilindustrie. In: OrganisationsEntwicklung. Fachzeitschrift für Unternehmensentwicklung und Change Management S. 81 bis 87. Nr. 4/2018. 37. Jahrgang.
- Drahtseilakt. Namensartikel zum Verhältnis von Beschäftigung und Produktion. In: Automobilproduktion. April 2017.
- Das digitale Beben erschüttert unsere Gesellschaft. Kommentar zum politischen und wirtschaftlichen Wandel im digitalen Zeitalter. In: Wirtschaftswoche. Februar 2017.
- Ins Land der Märchen. Gastkommentar zur Bildungspolitik. In: Handelsblatt. September 2016.
- Bitte mehr Energie. Namensartikel zur Zukunft der Elektromobilität in Deutschland. In: Handelsblatt. Juli 2015.

## Auszeichnungen
- 2022 Bayerischer Verfassungsorden[19]
- 5. Juli 2023 Bayerischer Verdienstorden[20]